# Alexandre Costa (om politic)
Alexandre Alves Costa, (n. 13 octombrie 1918 în Caxias - d. 29 august 1998 în Brasília), a fost un inginer și om politic din Brazilia. Municipiul Senador Alexandre Costa, înființat în 1994, a fost denumit astfel în onoarea sa.

## Cronologie politică
- Primar - 1951
- Deputat - 1955 a 1959
- Deputat - 1963 a 1967
- Deputat - 1967 a 1971
- Senator - 1971 a 1978
- Senator - 1979 a 1987
- Senator - 1987 a 1995
- Senator - 1995 a 1998